# Tia Texada
'Tia Nicole Tucker (Louisiana, Estats Units, 14 de desembre de 1971), coneguda artísticament com a Tia Texada, és una actriu i cantant estatunidenca coneguda per les seves actuacions en sèries com Third Watch i Huge. També ha treballat com a actriu de veu per a anuncis del programa esportiu The NFL Today. És coneguda pel paper de la sergent Marìtza Cruz a la sèrie New York 911.

## Biografia
De petita va estudiar cant, dansa i comèdia. Ha posat veu a la sèrie Dawson's Creek. La trajectòria cinematogràfica de Texada és en la seva major part en la pantalla petita com a actriu secundària en sèries com In Plain Sight, Chuck, Saving Grace, Everybody Hates Chris, The Unit i Criminal Minds.
Entre la seva filmografia més destacada es troben produccions com Obert fins a la matinada, Paulie, Perseguint la Betty, Bait, Thirteen Conversations About One Thing, Glitter, Phone Booth, Spartan.
Com a model ha aparegut en les revistes FHM i Maxim.
És filla de Val i Vickie TUCKER i ha un germà, Tom.

## Filmografia

### Cinema
- 1993: Coming in Out of the Rain: Chrissy
- 1996: Obert fins a la matinada (From Dusk Till Dawn): Ballarina al bar
- 1997: Paulie': Ruby / La veu de Lupe
- 1998: Ombres de sospita (Shadow of Doubt): Conchita Perez
- 1998: The Unknown Cyclist: Lola
- 1999: Nivell 13 (The Thirteenth Floor): La llogatera de Natasha
- 2000: Perseguint la Betty (Nurse Betty): Rosa Hernandez
- 2001: Thirteen Converses About One Thing de Jill Sprecher: Dorrie
- 2001: Glitter: Roxanne
- 2002: Crazy has Hell: Lupa
- 2002: Phone Booth: Asia, una de les prostitutes
- 2003: Welcome to the Neighborhood: Stephanie
- 2004: Spartan: Jackie Black
- 2005: 5up 2down: Maria
- 2008: Black Crescent Moon: Darla Rosepetal
- 2010: Finding Hope Now: Mrs. Villanueva
- 2012: The Amazing Spider-Man: Sheila, una de les noies al metro
- 2014: Finding Hope Now: Mrs. Villanueva

### Televisió
- 1995: Mike Land detectiu (1 episodi): Corina
- 1995: Les Germanes Reed (1 episodi)
- 1996: CBS Schoolbreak Special (1 episodi)
- 1996: Surfers detectiu (1 episodi)
- 1996: Malibu Shores (10 episodis): Kacey Martinez
- 1996: Urgències (temporada 3 episodi 10): Gloria Lopez
- 1997: New York Police Blues (temporada 4 episodi 17): Wanda Diaz
- 1997: Runaway Car: Lupe
- 1998: Ask Harriet (1 episodi): Maria Garcia
- 1998: Fame L.A. (1 episodi): Tasha
- 1998: Brooklyn South (1 episodi): Sylvia
- 1999: Working (1 episodi): Dona rebel
- 2001: Has Told by Ginger (1 episodi): Villageoise
- 2002: Emma Brody (1 episodi): Marissa
- 2002 - 2005: New York 911 (56 episodis): Sergent Maritza Cruz
- 2006: The Line-Up (telefilm): Angel Peraza
- 2006 - 2007: The Unit - Comando d'elit (2 episodis): Mariana Ribera
- 2007: Ànimes criminals (temporada 3 episodi 17): Tina Lopez
- 2007: CSI: Miami (temporada 6 episodi 12): Jane Duncroft
- 2010: Saving Grace (1 episodi)
- 2010: Huge: Shay
- 2010: Chuck (temporada 4 episodi 4): Hortencia Goya
- 2014: Turbo FAST (1 episodi): Simone
- 2017: Stitchers (temporada 3 episodi 3): Doctora Sophia Torres